# 大吉盃
大吉盃（National Universities Intercollegiate Guitar Music Invitational），全名全國大專院校校際吉他音樂邀請賽，為臺灣各大專院校吉他社之間的音樂比賽。

## 歷史沿革
1998年由成功大學吉他社林孟彥發起，原名為「南區大學院校校際吉他音樂邀請賽」，邀請嘉義縣以南各大學院校參與比賽，並由所有參賽學校輪流舉辦。同年經各校推舉由中正大學吉他社舉辦第二屆，原訂活動時間為1999年年底，後因遭逢921大地震面臨經費籌措等問題而延期至2000年3月舉行，第三屆才又將比賽日期改回年底。2003年改為現在的名稱，同時將邀請學校範圍擴大至全台灣，現已是全國性的大學院校校際吉他競賽，涵蓋範圍包括臺灣北部、中部、南部與東部。最初比賽項目有獨唱組、重唱組、創作組以及演奏組四組，在第五屆時演奏組又再分為鋼弦演奏組以及古典演奏組，並在第十六屆時更細分為鋼弦演奏組及鋼弦創作組，鼓勵學生創作演奏曲。除個人名次之外，大吉盃並以校為單位依各人比賽名次累積積分頒發團體總錦標。過去比賽日期約在每年十二月前後，而為了把比賽時間別拉那麼長，因此現在比賽時間改在寒假中，比賽日期約在每年一月中附近，為臺灣目前規模最大之大學院校校際吉他競賽。
第二十一屆原預定於108年1月份舉辦，但因主辦學校義守大學吉他社錯估團隊能力導致大吉盃籌獲資金嚴重不足，加上吉他社與校方雙方無法達成活動策辦之共識，故無法繼續主辦，並已於107年10月21日與各會員學校舉行會議，經過各會員學校的討論後，決議第二十一屆大吉盃延期舉辦。

## 歷屆主辦學校舉辦日期與重大得獎資訊
| 屆數                            | 時間             | 主辦學校         | 地點                   | 總錦標       | 最佳吉他手                                   | 特別來賓       |
| ------------------------------- | ---------------- | ---------------- | ---------------------- | ------------ | -------------------------------------------- | -------------- |
| 第一屆                          | 1998 11/28-11/29 | 成功大學         | 成功大學成功廳         | 成功大學     | 陳彥尹 (成功大學)                            | 陳綺貞，董運昌 |
| 第二屆                          | 2000 03/25-03/26 | 中正大學         | 中正大學演藝廳         | 成功大學     | 孫韻凱 (義守大學)                            |                |
| 第三屆                          | 2000 12/02-12/03 | 中山大學         | 中山大學演藝廳         | 成功大學     | 陳俊男 (嘉義大學)                            |                |
| 第四屆                          | 2001 12/01-12/02 | 台南師範學院     | 台南師範學院雅音樓     | 長榮管理學院 | 何健豪 (樹德科技大學)                        |                |
| 第五屆                          | 2002 12/07-12/08 | 長榮大學         | 長榮大學國際會議廳     | 長榮大學     | 楊子霆 （页面存档备份，存于）（成功大學）    |                |
| 第六屆                          | 2003 12/13-12/14 | 義守大學         | 義守大學戶外劇場       | 成功大學     | 吳昌熾 (高雄海洋科技大學)                    |                |
| 第七屆                          | 2004 12/04-12/05 | 屏東科技大學     | 屏東科技大學述耘堂     | 成功大學     | 邱千容 (台南大學)                            |                |
| 第八屆                          | 2005 12/03-12/04 | 嘉義大學         | 嘉義大學瑞穗館         | 成功大學     | 李婕萓 （页面存档备份，存于） （長榮大學）   |                |
| 第九屆                          | 2006 12/09-12/10 | 成功大學         | 成功大學成杏廳         | 成功大學     | 陳彥宏 （页面存档备份，存于） (義守大學)     |                |
| 第十屆                          | 2007 12/29-12/30 | 中山大學         | 中山大學逸仙館         | 成功大學     | 李明軒 (成功大學)                            |                |
| 第十一屆                        | 2008 12/13-12/14 | 高雄醫學大學     | 高雄醫學大學大講堂     | 義守大學     | 潘世程 （页面存档备份，存于） (台南大學)     |                |
| 第十二屆                        | 2009 12/05-12/06 | 長榮大學         | 長榮大學演藝廳         | 中正大學     | 胡毅 (中山大學)                              |                |
| 第十三屆                        | 2011 01/26-01/28 | 義守大學         | 義守大學體育館         | 成功大學     | 翁資閔 (成功大學)                            |                |
| 第十四屆                        | 2012 01/17-01/19 | 高雄大學         | 高雄大學國際會議廳     | 成功大學     | 楊麒 (成功大學)                              |                |
| 第十五屆                        | 2013 01/22-01/24 | 樹德科技大學     | 樹德科技大學行政大禮堂 | 成功大學     | 林聖鈞 (成功大學)                            |                |
| 第十六屆                        | 2014 01/22-01/24 | 嘉南藥理大學     | 嘉南藥理大學國際會議廳 | 中國醫藥大學 | 吳東穎 (東吳大學)                            |                |
| 第十七屆                        | 2015 01/19-01/21 | 高雄大學         | 高雄大學國際會議廳     | 中山大學     | 陳政陽 (中山大學)                            |                |
| 第十八屆 （页面存档备份，存于） | 2016 01/21-01/23 | 成功大學         | 成功大學成功廳         | 成功大學     | 羅弘宇 (真理大學)，(淡江大學)                |                |
| 第十九屆                        | 2017 01/20-01/23 | 高雄第一科技大學 | 高雄第一科技大學飛碟廳 | 嘉南藥理大學 | 蔡巽洋 （页面存档备份，存于） (台灣科技大學) |                |
| 第二十屆                        | 2018 02/10-02/14 | 高雄大學         | 高雄大學圖書資訊館     | 成功大學     | 林易 (國立東華大學)                          |                |

## 大吉盃名人堂
大吉盃名人堂（National Universities Intercollegiate Guitar Music Invitational Hall of Fame）是為了紀念歷屆對大吉盃有「特別貢獻者」及參與過大吉盃的「得獎者」。入選者必須為至少要得過兩個獎項或以上者。
設立宗旨：
1. 大吉盃名人堂乃非營利事業的機構；
2. 透過紀錄、保存、展示與詮釋等功能，致力培養大眾對吉他音樂之認知 與 欣賞台灣大學生吉他發展歷程對文化的影響；
3. 它要向歷屆大學吉他社史上具有卓越貢獻的人物致上最高的敬意；
4. 完整紀錄大吉盃的歷史以讓全國的大學生以此為最高目標及榜樣。

| 入選序 | 姓名                                  | 學校               | 活躍時期/入選年份            | 入選名人堂原因 | 累計積分 |
| ------ | ------------------------------------- | ------------------ | ---------------------------- | --- | -------- |
| 1      | 林孟彥                                | 成功大學           | 1998                         | 第一屆大吉盃發起人、第一屆重唱組第三名 及 創作組第三名 |          |
| 2      | 陳彥尹                                | 成功大學           | 1998                         | 第一屆重唱組第三名 及 最佳吉他手 |          |
| 3      | 黃致遠                                | 成功大學           | 1998                         | 第一屆獨唱組冠軍 及 重唱組冠軍 (史上第一人單屆雙冠) |          |
| 4      | 彭啟豪                                | 成功大學           | 1998                         | 第一屆創作組冠軍 及 重唱組冠軍 (史上第一人單屆雙冠) |          |
| 5      | 王憲陽                                | 台南師範學院       | 1998、2000                   | 第一屆演奏組冠軍、第三屆演奏組冠軍 (史上第一人跨屆雙冠) |          |
| 6      | 張樵仁                                | 長榮管理學院       | 1998                         | 第一屆重唱組亞軍 及 創作組亞軍 (史上第一人雙亞) |          |
| 7      | 賴志雄                                | 中正大學           | 1998、2000                   | 第一屆最佳臺風、第二屆創作組第三名、第三屆重唱組冠軍 及 創作組第四名 |          |
| 8      | 賴憲章                                | 長榮管理學院       | 2000、2001、2002             | 第二屆獨唱組冠軍、第四屆獨唱組冠軍 及 重唱組冠軍、第五屆大吉盃總召(史上第一人單屆雙冠,跨屆三冠) |          |
| 9      | 孫韻凱                                | 義守大學           | 2000、2001                   | 第二屆獨唱組亞軍 及 創作組冠軍 及 最佳吉他手、第三屆獨唱組亞軍 及 重唱組亞軍 及 創作組第五名 (史上第一人得六獎,跨屆一冠三亞) |          |
| 10     | 黃建民                                | 成功大學           | 2000                         | 第二屆演奏組第三名、第三屆演奏組亞軍 |          |
| 11     | 陳奕如                                | 成功大學           | 2000                         | 第二屆創作組亞軍、第三屆創作組冠軍 (史上第一人跨屆冠亞) |          |
| 12     | 魏煜珊                                | 成功大學           | 2000                         | 第二屆團體組冠軍 及 最佳主唱 |          |
| 13     | 周松霖                                | 成功大學           | 2000                         | 第二屆團體組亞軍 及 獨唱組第三名 |          |
| 14     | 曾建洪                                | 中山大學           | 2000、2002                   | 第二屆最佳臺風、第三屆獨唱組冠軍 及 重唱組第四名 及 最佳臺風、第五屆獨唱組冠軍 (史上第一人得五獎,第二人跨屆雙冠) |          |
| 15     | 林奕志                                | 中山大學           | 2000、2002                   | 第二屆最佳臺風、第五屆尼龍弦演奏組第六名 |          |
| 16     | 歐登元                                | 屏東科技大學       | 2000                         | 第二屆團體組第三名 及 演奏組亞軍 |          |
| 17     | 徐梅琴                                | 長榮管理學院       | 2000、2001、2002             | 第三屆獨唱組第五名 及 演奏組第三名、第四屆獨奏組第三名、第五屆獨唱組亞軍 及 鋼弦演奏組冠軍 (史上第二人得五獎,第二人跨屆冠亞) |          |
| 18     | 曾建銘、謝駿達                        | 中正大學           | 2000                         | 第三屆重唱組冠軍 及 創作組第四名 |          |
| 19     | 李可為                                | 中正大學           | 2000、2001                   | 第三屆獨唱組第三名 及 重唱組第三名、第四屆創作組冠軍 |          |
| 20     | 李季穎                                | 台南師範學院       | 2000、2001                   | 第三屆創作組第三名、第四屆獨唱組第四名 及 最佳歌唱 |          |
| 21     | 華啟洋                                | 台南師範學院       | 2000、2001                   | 第三屆演奏組第四名、第四屆獨奏組亞軍 |          |
| 22     | 林彥伯                                | 成功大學           | 2000、2001                   | 第三屆演奏組第五名、第四屆獨奏組第四名 及 重唱組亞軍 |          |
| 23     | 柯昱全                                | 中正大學           | 2000、2001                   | 第三屆重唱組第三名、第四屆重唱組第四名 |          |
| 24     | 趙明高                                | 成功大學           | 2000、2001                   | 第三屆重唱組第五名、第四屆創作組第四名 |          |
| 25     | 賴毓英                                | 成功大學           | 2000、2001、2003             | 第三屆重唱組第五名、第四屆重唱組第三名、第六屆獨唱組第三名 及 團體組第三名 |          |
| 26     | 劉主映                                | 長榮管理學院       | 2001、2002、2003             | 第四屆獨唱組亞軍 及 重唱組冠軍、第五屆重唱組第四名 及 創作組冠軍、第六屆尼龍弦演奏組第三名 (史上第三人得五獎,跨屆雙冠一亞) |          |
| 27     | 廖韋卓                                | 屏東科技大學       | 2001、2002、2003             | 第四屆獨唱組第三名 ,第五屆獨唱組第五名 ,第六屆創作組冠軍 及 團體組冠軍 (史上第二人單屆雙冠) |          |
| 28     | 陳俊羽                                | 中山大學           | 2001、2002、2003、2004       | 第四屆獨奏組第五名 及 最佳臺風、第五屆尼龍弦演奏組亞軍 及 創作組第六名、第六屆尼龍弦演奏組冠軍 及 鋼弦組第六名 ,第七屆尼龍弦演奏組冠軍 及 鋼弦組第五名 (史上第一人得八獎,跨屆雙冠一亞)                                                          |          |
| 29     | 潘俊民                                | 成功大學           | 2001                         | 第四屆重奏組冠軍 及 重唱組亞軍 (史上第三人冠亞) |          |
| 30     | 林佳瑩                                | 成功大學           | 2001、2002、2003             | 第四屆重唱組亞軍、第五屆重唱組第五名、第六屆團體組亞軍 (史上第二人雙亞) |          |
| 31     | 張修維                                | 中正大學           | 2001                         | 第四屆創作組冠軍 及 重唱組第四名 |          |
| 32     | 姜文凱                                | 中正大學           | 2001、2002                   | 第四屆創作組冠軍、第五屆創作組亞軍 (史上第四人冠亞) |          |
| 33     | 吳慶宏                                | 長榮管理學院       | 2001、2002                   | 第四屆重唱組第五名、第五屆重唱組亞軍 |          |
| 34     | 吳聲國                                | 長榮管理學院       | 2001、2002                   | 第四屆重唱組第五名、第五屆獨唱組第四名 及 重唱組第四名 及 創作組第三名 |          |
| 35     | 邱千容                                | 台南師範學院       | 2002、2003、2004             | 第五屆獨唱組第三名、第六屆獨唱組冠軍 及 鋼弦演奏組第五名 及 最佳演唱獎、第七屆獨唱組冠軍 及 鋼弦演奏組第三名 及 最佳吉他手 (史上第一人得七獎,跨屆雙冠)                                                                                          |          |
| 36     | 曾仁義                                | 崑山科技大學       | 2002、2003                   | 第五屆獨唱組第六名 及 鋼弦演奏組第三名、第六屆鋼弦演奏組第三名 |          |
| 37     | 楊子霆                                | 成功大學           | 2002、2003、2004             | 第五屆鋼弦演奏組亞軍 及 最佳吉他手、第六屆團體組亞軍、第七屆團體組冠軍 及 最佳默契(團體獎) (史上第四人得五獎,跨屆一冠雙亞) |          |
| 38     | 夏婉婷                                | 屏東科技大學       | 2002、2003、2004             | 第五屆重唱組冠軍、第六屆團體組冠軍、第七屆團體組第四名 及 最佳臺風(團體獎) (史上第五人跨屆雙冠) |          |
| 39     | 邱雅萍                                | 屏東科技大學       | 2002、2003                   | 第五屆重唱組冠軍、第六屆團體組冠軍 (史上第五人跨屆雙冠) |          |
| 40     | 邱于睿                                | 長榮大學           | 2002、2003                   | 第五屆重唱組亞軍、第六屆團體組第四名 |          |
| 41     | 葉瑞祥                                | 中正大學           | 2002、2003                   | 第五屆重唱組第三名、第六屆團體組第五名 |          |
| 42     | 曾文君                                | 成功大學           | 2002、2004                   | 第五屆重唱組第五名、第七屆團體組第五名 |          |
| 43     | 張慈元                                | 長榮大學           | 2002、2003                   | 第五屆創作組冠軍、第六屆創作組亞軍 (史上第五人冠亞) |          |
| 44     | 張育菁                                | 嘉義大學           | 2003、2004                   | 第六屆尼龍弦演奏組第六名、第七屆尼龍弦演奏組亞軍 |          |
| 45     | 吳昌熾                                | 高雄海洋學院       | 2003、2004                   | 第六屆獨唱組亞軍 及 鋼弦演奏組亞軍 及 最佳吉他手、第七屆獨唱組亞軍 及 鋼弦演奏組冠軍 (史上第五人得五獎,跨屆一冠三亞) |          |
| 46     | 陳育仁                                | 義守大學           | 2003                         | 第六屆獨唱組第四名 及 最佳臺風 |          |
| 47     | 蔡牧民                                | 中正大學           | 2003                         | 第六屆創作組第三名 及 團體組第五名 |          |
| 48     | 黃馨慧                                | 屏東科技大學       | 2003、2004                   | 第六屆團體組冠軍、第七屆團體組第四名 及 最佳臺風(團體獎) |          |
| 49     | 任昭信                                | 成功大學           | 2003、2004                   | 第六屆團體組亞軍、第七屆創作組亞軍 及 團體組冠軍 及 團體組第五名 及 最佳默契(團體獎)、第八屆團體組亞軍 (史上第二人得六獎,跨屆一冠三亞) |          |
| 50     | 趙國元                                | 長榮大學           | 2003、2004                   | 第六屆團體組第四名、第七屆團體組第三名 |          |
| 51     | 李德筠                                | 成功大學           | 2004、2005                   | 第七屆獨唱組第五名、第八屆獨唱組冠軍 |          |
| 52     | 鄭晴文                                | 成功大學           | 2004、2005                   | 第七屆獨唱組第六名 及 團體組冠軍 及 最佳默契(團體獎)、第八屆獨唱組第三名 及 團體組亞軍 (史上第六人得五獎,跨屆冠亞) |          |
| 53     | 林呈擎、王耀君                        | 實踐大學           | 2004                         | 第七屆創作組冠軍 及 團體組亞軍 (史上第六人冠亞) |          |
| 54     | 陳泰維、李書維                        | 成功大學           | 2004                         | 第七屆創作組亞軍 及 團體組第五名 |          |
| 55     | 程偉祥                                | 樹德科技大學       | 2004、2006                   | 第七屆創作組第四名、第八屆創作組第二名、第九屆創作組第六名 |          |
| 56     | 陳彥如、葉雨鷺                        | 長榮大學           | 2004、2006                   | 第七屆創作組第六名、第九屆團體組第五名 |          |
| 57     | 陳宛瑜                                | 成功大學           | 2004、2005                   | 第七屆團體組冠軍、第八屆團體組亞軍 (史上第七人冠亞) |          |
| 58     | 巫程宏                                | 成功大學           | 2004、2006                   | 第七屆團體組第五名、第八屆鋼弦演奏組亞軍 及 團體組第三名、第九屆鋼弦演奏組第五名 及 團體組第四名 及 創作組第三名 (史上第三人得六獎) |          |
| 59     | 李和軒                                | 高雄大學           | 2005、2006                   | 第八屆鋼弦演奏組冠軍 及 尼龍弦演奏組冠軍、第九屆鋼弦演奏組亞軍 及 尼龍弦演奏組亞軍 (史上第三人單屆雙冠,跨屆雙冠雙亞) |          |
| 60     | 李婕萓 (李亭儀)                       | 長榮大學           | 2005、2006、2007             | 第八屆鋼弦演奏組第三名 及 獨唱組第五名 及 最佳吉他手、第九屆獨唱組冠軍 及 鋼弦演奏組第三名、第十屆獨唱組第三名 及 鋼弦演奏組亞軍 (史上第二人得七獎,跨屆冠亞)                                                                                    |          |
| 61     | 夏佑槐                                | 成功大學           | 2005、2006                   | 第八屆團體組亞軍、第九屆團體組冠軍 及 創作組第三名 (史上第九人冠亞) |          |
| 62     | 陳致堯                                | 成功大學           | 2005、2006                   | 第八屆團體組亞軍、第九屆團體組第四名 及 創作組第三名 |          |
| 63     | 吳偉群                                | 成功大學           | 2005、2006                   | 第八屆團體組第三名、第九屆獨唱組亞軍 |          |
| 64     | 鄭宇修                                | 成功大學           | 2005、2006                   | 第八屆團體組第三名、第九屆團體組第四名 及 創作組第三名 |          |
| 65     | 賴妍伶                                | 成功大學           | 2005、2006                   | 第八屆團體組第四名、第九屆獨唱組第四名 |          |
| 66     | 鄧惟升                                | 中山大學           | 2006、2007                   | 第九屆獨唱組第三名 及 團體組第六名 及 創作組第五名、第十屆創作組冠軍 |          |
| 67     | 陳彥宏                                | 義守大學           | 2006、2007、2008、2009、2011 | 第九屆鋼弦演奏組冠軍 及 最佳吉他手、第十屆鋼弦演奏組冠軍、第十一屆鋼弦演奏組冠軍 及 創作組亞軍 及 最佳人氣獎、第十二屆創作組亞軍 及 團體組第六名 及 最佳人氣獎、第十三屆大吉盃總打雜 (史上第一人得九獎,第二人跨屆三冠雙亞,名人堂最高記錄保持人) |          |
| 68     | 藍盈彬                                | 嘉義大學           | 2006、2008                   | 第九屆鋼弦演奏組第四名、第十一屆鋼弦演奏組第四名 |          |
| 69     | 李明軒                                | 成功大學           | 2006、2007、2008             | 第九屆團體組冠軍、第十屆創作組第三名 及 團體組冠軍 及 最佳吉他手、第十一屆鋼弦演奏組第五名 (史上第七人得五獎,跨屆雙冠) |          |
| 70     | 蘇偉安、許佑蔚、梁桓偉                | 嘉南藥理科技大學   | 2006                         | 第九屆團體組第三名 及 創作組冠軍 |          |
| 71     | 吳順至                                | 長榮大學           | 2006、2008                   | 第九屆團體組第五名、第十一屆獨唱組第五名 及 鋼弦演奏組第六名 |          |
| 72     | 張耿豪                                | 長榮大學           | 2006                         | 第九屆團體組第五名 及 創作組亞軍 及 最佳人氣獎 |          |
| 73     | 黃重維                                | 中山大學           | 2006、2007                   | 第九屆團體組第六名、第十屆獨唱組第六名 及 團體組第三名 |          |
| 74     | 張采文                                | 中山大學           | 2006、2007                   | 第九屆團體組第六名、第十屆獨唱組亞軍 及 團體組第三名 |          |
| 75     | 蔡佩珍                                | 中山大學           | 2006、2007                   | 第九屆團體組第六名、第十屆團體組第六名、第十屆大吉盃總召 |          |
| 76     | 馬中駿                                | 南台科技大學       | 2006、2007                   | 第九屆創作組第四名、第十屆創作組第六名 |          |
| 77     | 歐瑋萱(瑄)                            | 高雄醫學大學       | 2007、2008                   | 第十屆尼龍弦演奏組冠軍、第十一屆團體組亞軍 (史上第十人冠亞) |          |
| 78     | 謝智軒                                | 逢甲大學           | 2007、2008                   | 第十屆尼龍弦演奏組亞軍、第十一屆尼龍弦演奏組冠軍 (史上第十人冠亞) |          |
| 79     | 林家豪                                | 成功大學           | 2007、2008                   | 第十屆獨唱組冠軍 及 團體組亞軍、第十一屆創作組第六名 (史上第十人冠亞) |          |
| 80     | 潘世程                                | 台南大學           | 2007、2008、2009             | 第十屆獨唱組第四名 及 鋼弦演奏組第三名、第十一屆最佳吉他手、第十二屆鋼弦演奏組第三名 |          |
| 81     | 洪正剛                                | 逢甲大學           | 2007、2008                   | 第十屆鋼弦演奏組第六名、第十一屆鋼弦演奏組亞軍 |          |
| 82     | 趙心鈴                                | 成功大學           | 2007                         | 第十屆創作組第三名 及 團體組亞軍 |          |
| 83     | 葉恩慈                                | 成功大學           | 2007、2008                   | 第十屆創作組第三名 及 團體組第五名、第十一屆獨唱組第三名 |          |
| 84     | 林上濤                                | 中正大學           | 2007                         | 第十屆創作組第四名 及 最佳人氣獎 |          |
| 85     | 謝翊群                                | 成功大學           | 2007、2008                   | 第十屆團體組冠軍、第十一屆團體組第三名 |          |
| 86     | 蘇子軒                                | 成功大學           | 2007、2008                   | 第十屆團體組冠軍、第十一屆創作組第六名 |          |
| 87     | 吳昱霆                                | 成功大學           | 2007、2008                   | 第十屆團體組亞軍、第十一屆創作組第六名 及 團體組第三名 |          |
| 88     | 林容瑋                                | 中山大學           | 2007、2008                   | 第十屆團體組第三名、第十一屆團體組第四名 |          |
| 89     | 林威廷                                | 中山大學           | 2007、2008                   | 第十屆獨唱組第五名 及 團體組第三名、第十一屆團體組冠軍 |          |
| 90     | 林信慧                                | 成功大學           | 2007、2008                   | 第十屆團體組第五名、第十一屆獨唱組冠軍 |          |
| 91     | 劉孝文                                | 成功大學           | 2007、2008                   | 第十屆團體組第五名、第十一屆團體組第三名 |          |
| 92     | 張晉豪、蕭瑋志                        | 中山大學           | 2007、2008                   | 第十屆團體組第六名、第十一屆團體組第四名 |          |
| 93     | 魏郁珊                                | 中山大學           | 2007、2008                   | 第十屆團體組第六名、第十一屆獨唱組第四名 及 團體組第四名 |          |
| 94     | 彭群凱                                | 中山大學           | 2008                         | 第十一屆獨唱組第六名 及 團體組冠軍 |          |
| 95     | 莊知耕                                | 中正大學           | 2008、2009                   | 第十一屆鋼弦演奏組第三名 及 創作組冠軍、第十二屆獨唱組第五名 及 鋼弦演奏組亞軍 及 創作組冠軍 (史上第八人得五獎,跨屆雙冠一亞) |          |
| 96     | 吳季儒                                | 中正大學           | 2008、2009、2010             | 第十一屆創作組冠軍、第十二屆創作組冠軍、第十三屆獨唱組冠軍 及 團體組亞軍(史上第三人跨屆三冠一亞) |          |
| 97     | 謝智翔                                | 中正大學           | 2008、2009                   | 第十一屆創作組冠軍、第十二屆創作組冠軍 (史上第九人跨屆雙冠) |          |
| 98     | 林宜穎                                | 高雄醫學大學       | 2008                         | 第十一屆創作組第五名 及 團體組第五名 |          |
| 99     | 胡 毅                                 | 中山大學           | 2008、2009                   | 第十一屆團體組冠軍、第十二屆獨唱組第四名 及 創作組第四名 及 最佳吉他手 |          |
| 100    | 鄭仲男                                | 中山大學           | 2008、2009                   | 第十一屆團體組冠軍、第十二屆創作組第四名 |          |
| 101    | 劉雅菁、林孟蓁                        | 中山大學           | 2008、2009                   | 第十一屆團體組第四名、第十二屆團體組冠軍 |          |
| 102    | 林子玹                                | 成功大學           | 2009                         | 第十二屆尼龍弦演奏組第三名 及 創作組第五名 |          |
| 103    | 李俊潔                                | 中山大學           | 2009                         | 第十二屆獨唱組亞軍 及 創作組第四名 及 團體組冠軍 (史上第十一人冠亞) |          |
| 104    | 林子安                                | 長榮大學           | 2009                         | 第十二屆獨唱組第三名 及 創作組第三名 及 團體組亞軍 |          |
| 105    | 王家鴻                                | 中正大學           | 2009、2011                   | 第十二屆鋼弦演奏組冠軍 及 創作組冠軍、第十三屆鋼弦演奏組亞軍 (史上第四人單屆雙冠、跨屆雙冠一亞) |          |
| 106    | 吳建達                                | 樹德科技大學       | 2009、2013、2014             | 第十二屆鋼弦演奏組第五名、第十五屆創作組亞軍 及 團體組第三名、第十六屆獨唱組第五名、第十五屆大吉盃總召 |          |
| 107    | 陳彥名                                | 中山大學           | 2009、2011                   | 第十二屆鋼弦演奏組第六名、第十三屆創作組第六名 |          |
| 108    | 張良宇                                | 長榮大學           | 2009                         | 第十二屆創作組第三名 及 團體組亞軍 |          |
| 109    | 謝富凱、莊智煒                        | 中山大學           | 2009                         | 第十二屆創作組第四名 及 團體組第五名 |          |
| 110    | 蔡政修                                | 中山大學           | 2009                         | 第十二屆創作組第四名 及 團體組冠軍 |          |
| 111    | 翁資閔                                | 成功大學           | 2009、2011                   | 第十二屆團體組第三名、第十三屆獨唱組第三名 及 最佳吉他手 |          |
| 112    | 柯柏丞                                | 中正大學           | 2009、2011、2012             | 第十二屆團體組第四名、第十三屆創作組第三名 及 團體組亞軍、第十四屆鋼弦演奏組第五名 |          |
| 113    | 李嘉綺                                | 中正大學           | 2009、2011                   | 第十二屆團體組第四名、第十三屆創作組第三名 及 團體組亞軍 |          |
| 114    | 黃郁如                                | 中山大學           | 2009、2011                   | 第十二屆團體組第五名、第十三屆創作組第六名 |          |
| 115    | 呂育慈                                | 中山大學           | 2011                         | 第十三屆獨唱組亞軍 及 創作組第六名 及 團體組冠軍 (史上第十二人冠亞) |          |
| 116    | 林宜靜                                | 高雄師範大學       | 2011                         | 第十三屆獨唱組第六名 及 團體組第六名 |          |
| 117    | 陳學平                                | 成功大學           | 2011、2012                   | 第十三屆鋼弦演奏組冠軍、第十四屆團體組第四名 |          |
| 118    | 黃俊傑                                | 高雄大學           | 2011、2012                   | 第十三屆鋼弦演奏組第五名 及 創作組第五名 及 團體組第四名、第十四屆鋼弦演奏組冠軍 |          |
| 119    | 許任佑                                | 高雄大學           | 2011                         | 第十三屆鋼弦演奏組第六名 及 團體組第四名 |          |
| 120    | 謝易城、李騏丞                        | 成功大學           | 2011、2012                   | 第十三屆創作組冠軍、第十四屆團體組第三名 |          |
| 121    | 許峻豪、徐詩婷                        | 中正大學           | 2011                         | 第十三屆創作組第三名 及 團體組亞軍 |          |
| 122    | 李家甫                                | 中正大學           | 2011、2012                   | 第十三屆創作組第三名、第十四屆創作組第六名 |          |
| 123    | 李冠昇                                | 高雄大學           | 2011、2012、2013             | 第十三屆創作組第五名 及 團體組第四名、第十四屆獨唱組冠軍 及 創作組第四名、第十五屆最佳人氣獎(史上第九人得五獎) |          |
| 124    | 陳 逸、張盛涵                         | 高雄大學           | 2011                         | 第十三屆創作組第五名 及 團體組第四名 |          |
| 125    | 黃于恩                                | 中山大學           | 2011                         | 第十三屆創作組第六名 及 團體組冠軍 |          |
| 126    | 張景富                                | 高雄應用科技大學   | 2011                         | 第十三屆團體組第三名 及 最佳人氣獎 |          |
| 127    | 楊 麒                                 | 成功大學           | 2012                         | 第十四屆獨唱組亞軍 及 團體組第四名 及 最佳吉他手 |          |
| 128    | 曾柏雯                                | 中國醫藥大學       | 2012、2014                   | 第十四屆獨唱組第三名 及 最佳人氣獎、第十六屆獨唱組第三名 及 團體組第五名 |          |
| 129    | 林子勝                                | 成功大學           | 2012                         | 第十四屆獨唱組第四名 及 創作組第五名 |          |
| 130    | 葉乃元                                | 中山大學           | 2012                         | 第十四屆獨唱組第五名 及 創作組冠軍 及 團體組冠軍 (史上第五人單屆雙冠) |          |
| 131    | 許復順                                | 逢甲大學           | 2012、2013                   | 第十四屆鋼弦演奏組第三名、第十五屆鋼弦演奏組冠軍 |          |
| 132    | 李宥儒                                | 長榮大學           | 2012                         | 第十四屆鋼弦演奏組第四名 及 創作組第三名 |          |
| 133    | 李駿、劉文樵、陳頤、游麗霖            | 中山大學           | 2012                         | 第十四屆創作組冠軍 及 團體組第六名 |          |
| 134    | 吳嘉祥                                | 中山大學           | 2012                         | 第十四屆創作組冠軍 及 團體組冠軍 (史上第五人單屆雙冠) |          |
| 135    | 林采薇                                | 成功大學           | 2012、2013                   | 第十四屆創作組亞軍、第十五屆團體組冠軍(史上第十三人冠亞) |          |
| 136    | 李宗諺                                | 中正大學           | 2012、2014                   | 第十四屆創作組第六名、第十六屆創作組亞軍 |          |
| 137    | 莊淳中                                | 中山大學           | 2012、2013                   | 第十四屆團體組冠軍、第十五屆獨唱組第四名 及 創作組冠軍(史上第十一人跨屆雙冠) |          |
| 138    | 鄭耀煒                                | 中山大學           | 2012、2013                   | 第十四屆團體組冠軍、第十五屆獨唱組亞軍(史上第十四人冠亞) |          |
| 139    | 林博逸、余承賢                        | 成功大學           | 2012、2013                   | 第十四屆團體組第四名、第十五屆團體組冠軍 |          |
| 140    | 郭品妤、黃致維                        | 中山大學           | 2012、2013                   | 第十四屆團體組第六名、第十五屆創作組冠軍 |          |
| 141    | 陳昆宏                                | 高雄第一科技大學   | 2013、2014、2015             | 第十五屆鋼弦演奏組亞軍、第十六屆創作組第四名 及 鋼弦創作組亞軍、第十七屆鋼弦創作組冠軍 (史上第二人跨屆一冠雙亞) |          |
| 142    | 柯宇哲                                | 高雄第一科技大學   | 2013、2014、2015             | 第十五屆鋼弦演奏組第三名、第十六屆創作組第四名 及 團體組第四名、第十七屆團體組亞軍 |          |
| 143    | 林聖鈞                                | 成功大學           | 2013                         | 第十五屆鋼弦演奏組第五名 及 最佳吉他手 |          |
| 144    | 胡君杰                                | 高雄應用科技大學   | 2013、2014                   | 第十五屆獨唱組冠軍 及 團體組第六名、第十六屆創作組第三名 |          |
| 145    | 包紹暉                                | 義守大學           | 2013、2014                   | 第十五屆獨唱組第五名、第十六屆團體組第六名 |          |
| 146    | 周致宏、林彥瑋                        | 樹德科技大學       | 2013                         | 第十五屆創作組亞軍 及 團體組第三名 |          |
| 147    | 張朝程                                | 成功大學           | 2013、2014                   | 第十五屆創作組第三名、第十六屆團體組亞軍 |          |
| 148    | 邱紹安、林蓉                          | 成功大學           | 2013、2014                   | 第十五屆創作組第三名、第十六屆創作組第六名 |          |
| 149    | 張鈺君                                | 成功大學           | 2013、2014                   | 第十五屆創作組第四名、第十六屆創作組冠軍 |          |
| 150    | 劉承淵                                | 成功大學           | 2013、2014                   | 第十五屆團體組冠軍、第十六屆團體組亞軍(史上第十五人冠亞) |          |
| 151    | 林育任                                | 高雄應用科技大學   | 2013、2014                   | 第十五屆團體組第六名、第十六屆創作組第三名 |          |
| 152    | 吳東穎                                | 東吳大學           | 2014                         | 第十六屆獨唱組冠軍 及 最佳吉他手 |          |
| 153    | 施立宸                                | 交通大學           | 2014                         | 第十六屆獨唱組亞軍 及 團體組冠軍(史上第十六人冠亞) |          |
| 154    | 邱立翰 （页面存档备份，存于）         | 文藻外語大學       | 2014、2015                   | 第十六屆獨唱組第四名 及 團體組第三名 及 最佳主唱、第十七屆獨唱組亞軍 |          |
| 155    | 鄭瑜瑄                                | 義守大學           | 2014                         | 第十六屆獨唱組第六名 及 團體組第六名 |          |
| 156    | 林欣怡                                | 高雄應用科技大學   | 2014、2015                   | 第十六屆創作組第三名、第十七屆團體組冠軍、第十八屆團體組第四名 |          |
| 157    | 劉佳蓉                                | 高雄第一科技大學   | 2014、2015                   | 第十六屆創作組第四名、第十七屆團體組亞軍 |          |
| 158    | 陳羿丞                                | 高雄第一科技大學   | 2014、2015                   | 第十六屆創作組第四名 及 團體組第四名、第十七屆團體組亞軍 |          |
| 159    | 林哲志 （页面存档备份，存于）         | 高雄第一科技大學   | 2014、2015                   | 第十六屆創作組第四名、第十七屆鋼弦創作組亞軍 |          |
| 160    | 劉懷君 （页面存档备份，存于）、陳柏勳 | 高雄第一科技大學   | 2014、2015                   | 第十六屆團體組第四名、第十七屆團體組亞軍 |          |
| 161    | 唐宏為                                | 嘉南藥理大學       | 2014、2016                   | 第十六屆鋼弦演奏組第六名、第十八屆鋼弦演奏組冠軍 及 鋼弦創作組冠軍 及 團體組亞軍 (史上第一人單屆雙冠一亞) |          |
| 162    | 陳政陽                                | 中山大學           | 2015                         | 第十七屆獨唱組第五名 及 創作組亞軍 及 團體組第三名 及 最佳吉他手 |          |
| 163    | 林萬霖                                | 中山大學           | 2015                         | 第十七屆創作組冠軍 及 團體組第三名 |          |
| 164    | 黃冠傑、徐鈺棠、黃建霖                | 中山大學           | 2015                         | 第十七屆創作組冠軍 及 團體組第六名 |          |
| 165    | 張筱萱                                | 真理大學           | 2015、2016                   | 第十七屆創作組第四名、第十八屆獨唱組第三名 |          |
| 166    | 羅弘宇                                | 真理大學、淡江大學 | 2015、2016                   | 第十七屆創作組第四名、第十八屆最佳吉他手 (史上第一人轉校得獎) |          |
| 167    | 卓俊維、吳純儀                        | 高雄應用科技大學   | 2015、2016                   | 第十七屆團體組冠軍、第十八屆團體組第四名 |          |
| 168    | 林敏婷、林郁恆                        | 成功大學           | 2015、2016                   | 第十七屆團體組第四名、第十八屆團體組第三名 |          |
| 169    | 蔡巽洋                                | 台灣科技大學       | 2016                         | 第十八屆創作組冠軍 及 鋼弦演奏組第五名 |          |
| 170    | 黃品皓                                | 中正大學           | 2018                         | 第二十屆鋼弦演奏組第一名 |          |

## 外部連結
- 第十屆大吉盃網站
- 第十一屆大吉盃網站 （页面存档备份，存于）
- 第十二屆大吉盃網站 （页面存档备份，存于）
- 第十三屆大吉盃網站 （页面存档备份，存于）
- 第十四屆大吉盃網站 （页面存档备份，存于）
- 第十五屆大吉盃網站
- 第十六屆大吉盃海報 （页面存档备份，存于）